# Кайфусо
Кайфусо (яп. 懐風藻 — каіфусо, «теплі поетичні згадки») — найстаріша збірка японських віршів, яка складена класичною китайською мовою веньянь. Укладена у 751 році. У короткому предстваленні поетів, невідомий автор симпатизує імператору Кобун, якого у 672 році скинув імператор Тенму. Тому традиційно редагування збірки приписується Авамі но Міфуне, правнуку імператора Кобуна.
«Кайфусо» складається з 120 творів написаних 64 поетами у стилі, який був популярний у Китаї у 8 столітті. Більшість авторів збірки — це високопосадовці і знатні вельможі. Вісімнадцять з них, включаючи принца Оцу, були також авторами віршів у збірці «Манйосю».
У час написання «Кайфусо», китайські римовані вірші кансі цінувалися вище ніж японські пісні-вірші вака, оскільки китайська класична мова вважалася мовою освічених людей. Більшість творів збірки зачитувалися на різних публічних заходах.